# ريتشارد إم. سيمز جونيور
ريتشارد إم. سيمز جونيور (بالإنجليزية: Richard M. Sims, Jr.) هو ضابط ومحامي وقاضي أمريكي، ولد في 20 سبتمبر 1910، وتوفي في 9 نوفمبر 1985 في روس في الولايات المتحدة.